# Посмішка Мони Лізи
«Посмішка Мони Лізи», або «Усмішка Мони Лізи» (англ. Mona Lisa Smile), — кінофільм 2003 року студії Columbia Pictures за мотивами роману Мюріел Спарк «Найкращі роки міс Джін Броуді».

## Сюжет
1950-ті. Кетрін Вотсон (Джулія Робертс), випускниця університету Берклі у Каліфорнії, отримує посаду викладачки історії мистецтва у престижній жіночій школі — Коледжі Веллслі. Вона дуже сучасна, обожнює свою професію і студенток. Заняття, які вона проводить у цьому строгому консервативному закладі, стосуються не тільки мистецтва, але і статусу жінок у суспільстві 1953 року.
Вотсон переконує і надихає своїх учениць мати відвагу боротися за існування та успіх. Вона закликає учениць повірити в себе, вчитися, щоб робити професійну кар'єру і самостійно забезпечувати своє майбутнє. Вона використовує свої уроки мистецтва, щоб довести молодим жінкам, що вони не мусять підкорятися стереотипам про те, що жінки народжуються тільки для ролі домогосподарки і матері. В фільмі підіймаються теми аборту та звинувачення вагітних студенток, «скандальності» контрацепції у коледжах, вибору між хатньою та професійною роботою, дискримінації лесбійок.

## Акторський склад
- Джулія Робертс — Кетрін Ен Вотсон
- Кірстен Данст — Бетті (Елізабет) Воррен / Бетті Джонс
- Джулія Стайлз — Джоан Брендвін / Джоан Донегол
- Меггі Джилленгол — Жизель Леві
- Лора Аллен — Сьюзен Делакорт
- Торі Еймос — весільна співачка
- Емілі Бауер — студентка історії мистецтва
- Джордан Бріджес — Спенсер Джонс
- Марсія Ґей Гарден — Ненсі Еббі
- Ліза Робертс Гіллан — міс Альбіні
- Джінніфер Ґудвін — Конні (Констанс) Бейкер
- Тофер Грейс — Томмі Донегол
- Анніка Марк — студентка історії мистецтва
- Ебон Мосс-Бакрак — Чарлі Стюарт
- Лілі Рейб — студентка історії мистецтва
- Теренс Рігбі — доктор Едвард Стонтон
- Крістен Ріттер — студентка
- Меріан Селдес — президент Джоселін Карр
- Джон Слеттері — Пол Мур
- Джульєт Стівенсон — Аманди Армстронг
- Домінік Вест — Білл Данбар
- Донна Мітчелл — місіс Воррен